# Edward Victor Luckhoo
Edward Victor Luckhoo (Nova Amsterdã, 24 de Maio de 1912 - Yorkshire, Inglaterra, 2 de Maio de 1998) foi um político da Guiana.

## Biografia
Edward nasceu em Nova Amsterdã, na Guiana Britânica. Se tornou militar e político. O prestigio político fez com que ele assumisse o cargo de governador-geral da Guiana, de 1965 até 1966, ano em que declarou a Guiana independente e se tornou o primeiro presidente do país, papel que desempenhou até 1970.
Durante seu governo teve que enfrentar a oposição do Partido Popular Progressista, que queria no poder Arthur Chung. Por fim Edward Luckhoo acaba renunciando deixando Arthur Chung no poder.
Edward passou seus últimos dias em Yorkshire, Inglaterra, onde morreu com 88 anos.